# ヴァシシュタ

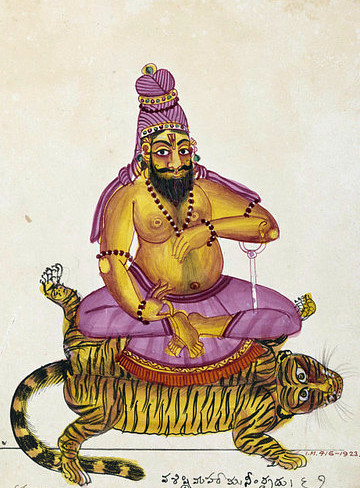
ヴァシシュタ

ヴァシシュタ（サンスクリット: वसिष्ठ Vasiṣṭha、後にVaśiṣṭhaとも）は、古代インド神話のリシ（聖賢）で、『リグ・ヴェーダ』第7巻の作者と伝えられる。
サプタ・リシ（七聖仙）のひとりに数えられ、多数の伝説が伝えられている。名前はヴェーダ語で「富んだ」を意味するvasuの最上級に由来する。漢訳仏典では婆藪仙の名で記載される。

## ヴェーダ
『リグ・ヴェーダ』のうち最古層と考えられている巻2から巻7までの6巻は賛歌を作った家系ごとに巻が分かれているが:1.10-11、ヴァシシュタは巻7全体の作者と伝えられる。しかしながらすべての賛歌がただひとりの人物によって作られたとは考えられず、ヴァシシュタを始祖とする家系によるものと考えられる:2.879。巻7全体のなかでヴァシシュタの名は24回にわたって言及されているほか、より時代の新しい巻の中でも言及されている:2.879。
巻7の第33賛歌は、ミトラ＝ヴァルナ神がヴァシシュタの父であり、アプサラスのウルヴァシーが母であり、アガスティヤは同族であるとする:2.923-925。このためにヴァシシュタ・マイトラーヴァルニ（ミトラ＝ヴァルナの子ヴァシシュタ）と呼ばれている。
巻7の第18賛歌は特に有名で、スダース王に率いられたバラタ族がインドラの助けによってプール族などの十王を破った、いわゆる十王戦争についてヴァシシュタ本人の一人称で歌われているが、この歌の内容がどの程度史実を反映しているかは明らかでない:2.902-903。
一方、後にヴァシシュタのライバルとされるヴィシュヴァーミトラとその一族は巻3の多くの賛歌の作者とされ、ヴィシュヴァーミトラもやはりスダース王の祭官であった:1.464。

## ラーマーヤナ
『ラーマーヤナ』ではヴァシシュタはブラフマーの子で明けの明星の女神アルンダティーを妻として百人の息子があった。ダシャラタ王の師であり、ラーマ王子を含むその息子たちを教育した。
巻1では有名なヴァシシュタとヴィシュヴァーミトラの争いの逸話が語られる。それによればヴィシュヴァーミトラは何千年にもわたって地上を支配した王だった。ヴァシシュタは欲したものを何でも出してくれるカーマデーヌという牛を飼っていて、その力でヴィシュヴァーミトラ王をもてなしたが、王は牛を欲しがって力づくで奪った。しかし牛は軍隊を出してヴィシュヴァーミトラの軍を襲った。敗北したヴィシュヴァーミトラは準備を整えてヴァシシュタの庵を攻撃するが、再び敗北したため、軍事力では精神の力に及ばないと知って自らもバラモンになるために苦行を行った。その後、イクシュヴァーク王家のトリシャンク王 (Trishanku) は生身のままで天に登りたいという望みを持った。その望みはヴァシシュタに拒絶されたが、ヴィシュヴァーミトラは王を天に上げた。しかし天上の神々は王を拒絶して落とそうとし、両者の力が釣り合ってトリシャンク王は中空にとどまった。これが南十字星であるという。ヴィシュヴァーミトラはその後も苦行を続け、最終的にヴァシシュタはヴィシュヴァーミトラをブラフマリシと認めた。
巻7の伝える逸話ではイクシュヴァークの子のニミ (Nimi) が王であったときにヴァシシュタの祭儀が終わるのを待たずに別の人物を王が祭官に選んだことからヴァシシュタと王は仲違いし、互いに相手を呪ってその肉体を滅ぼした。その後、ミトラとヴァルナがアプサラスのウルヴァシーの姿に興奮して器に精を放ったが、そこからアガスティヤとヴァシシュタが生まれた。アガスティヤは国を去ったが、再生したヴァシシュタは残ってイクシュヴァーク王家の祭官となった。

## マハーバーラタ
『マハーバーラタ』にはヴァシシュタに関する多数の神話を載せる。さまざまな異なる時代にヴァシシュタが出現するため、ヴァシシュタは本来ゴートラであって複数の人物を区別すべきだとする学者もあるが、区別することは難しい。
『マハーバーラタ』でも『ラーマーヤナ』と同様に、ヴァシシュタはブラフマーの心から生まれ:1.234、アルンダティーを妻とした:1.291とする。

### ヴィシュヴァーミトラ
巻1によると、ヴァシシュタは望んだものを何でも出すことのできるナンディニーという牛を飼っていた。後にヴァシシュタのライバルのリシとなるヴィシュヴァーミトラはもとはクシャトリヤの王子だったが、ナンディニーを力づくで奪おうとしたところ、ナンディニーは体から軍勢を生みだしてヴィシュヴァーミトラの軍を敗北させた。思いしったヴィシュヴァーミトラは苦行を重ねて自らバラモンになったという:1.234-241。
巻9にも同様の伝説を載せるが、ヴィシュヴァーミトラの軍が敗北した理由はナンディニーを奪おうとしたためではなく、アスラ退治の行軍中にヴァシシュタの庵を荒らしたためとする:5.265-266。
なお、巻5によるとムレーッチャ（蛮族）はナンディニーから生まれたとされる:4.132。

### ビーシュマの誕生
巻1によると、8人のヴァス神群が礼拝中のヴァシシュタをまたいでしまったために、呪いによって一度人間として生まれかわらなければならなくなった。ガンガー女神は彼らの頼みによって人間であるシャンタヌ王と結婚してヴァスたちを人間の赤ん坊として産むが、神に戻すために生まれた子供を次々に川へ投げすてていった。事情を知らない王は8人めの赤ん坊を棄てるのを止めた。生き残った赤ん坊は成長してヴァシシュタを師としてヴェーダを学び、後にビーシュマと呼ばれるようになった:1.125-133。

### カルマーシャパーダ王
巻1によると:1.235-241、日種のカルマーシャパーダ王 (Kalmashapada) はヴァシシュタの長男のシャクティと狭い道で互いに譲ろうとしなかったことから争いとなり、王はシャクティを鞭で打った。シャクティの呪いのために王は人食い鬼として森をさまよわなければならなくなった。王は心に悪鬼ラークシャサを宿らせてシャクティを殺し、ほかの百人のヴァシシュタの子も殺そうとした。
後にヴァシシュタはカルマーシャパーダ王の中からラークシャサを追いだし、ともに都のアヨーディヤーに戻った。王は別の呪いによって自分の妃であるマダヤンティーと交わることができなかったため、ヴァシシュタがかわりに王妃と交わり、王妃はアシュマカを生んだ。
シャクティの遺児パラーシャラは父の仇をうつためにすべてのラークシャサを滅ぼそうとしたが、神々に諫められてその非をさとった。パラーシャラの子が『マハーバーラタ』の作者とされるヴィヤーサである。

### サンヴァラナ王
巻1によると、サンヴァラナ王 (Samvarana) は国を奪われてインダス川のほとりに亡命したが、ヴァシシュタの力によって復位することができた。その後サンヴァラナ王は太陽神スーリヤの娘タパティー (Tapati) に恋した。ヴァシシュタは天に昇って王とタパティーの結婚を太陽神に認めさせた。タパティーはクル族の始祖となるクルを生んだ:1.233。

### ヒラニヤカシプ
巻12によると、ヴァシシュタはアスラの首領ヒラニヤカシプの祭官（ホートリ）だったが、ヒラニヤカシプはヴァシシュタを解雇して、かわりにヴィシュヴァールーパを雇った。ヴァシシュタは彼を呪って「かつて存在しなかった者に殺されるだろう」と言った。その言葉どおり、ヒラニヤカシプはナラシンハの姿になったヴィシュヌに殺された:7.256。

### グリッツァマダ
巻13によると、リシのグリッツァマダ (Gritsamada) は賛歌を正確に唱えていないことをヴァシシュタに非難された。その呪いによってグリッツァマダは鹿にされ、1万年の間森をさまよわなければならなかった:8.60。

## その他
4つのダルマスートラのひとつである『ヴァシシュタ・ダルマスートラ』は伝統的にヴァシシュタの作と伝えられる。